# Nokia 1680
Nokia 1680 – telefon firmy Nokia. Wprowadzono go na rynek w II kwartale 2008 r. Wyposażony jest w kolorowy wyświetlacz 128 * 160 px. Ma 11 MB wbudowanej pamięci. Działa na bazie systemu operacyjnego Nokia OS.
Rozdzielczość aparatu to 640 × 480 px. Matryca wynosi 0,3 Mpx.

## Funkcje dodatkowe
- Zegarek
- Alarm
- Kalkulator
- Organizer
- Kalendarz
- SyncML
- Wygaszacz
- Tematy
- Tryb głośnomówiący
- Dyktafon
- Vibra